# Kang Min-soo
Kang Min-soo (강민수?, 姜敏壽?; Goyang, 14 febbraio 1986) è un ex calciatore sudcoreano, di ruolo difensore.

## Palmarès

### Club

#### Competizioni internazionali
- AFC Champions League: 1

Ulsan Hyundai: 2012